# كين هودسون
كين هودسون (بالإنجليزية: Ken Hodgson)‏ (19 يناير 1942 في المملكة المتحدة - 23 أكتوبر 2007) هو لاعب كرة قدم بريطاني في مركز الهجوم. لعب مع سكونثورب يونايتد وكولتشستر يونايتد ونادي بورنموث ونيوكاسل يونايتد ونادي بول تاون.

## وصلات خارجية
- كين هودسون على موقع قاعدة بيانات كرة القدم.إي يو (الإنجليزية)